# Tramontana

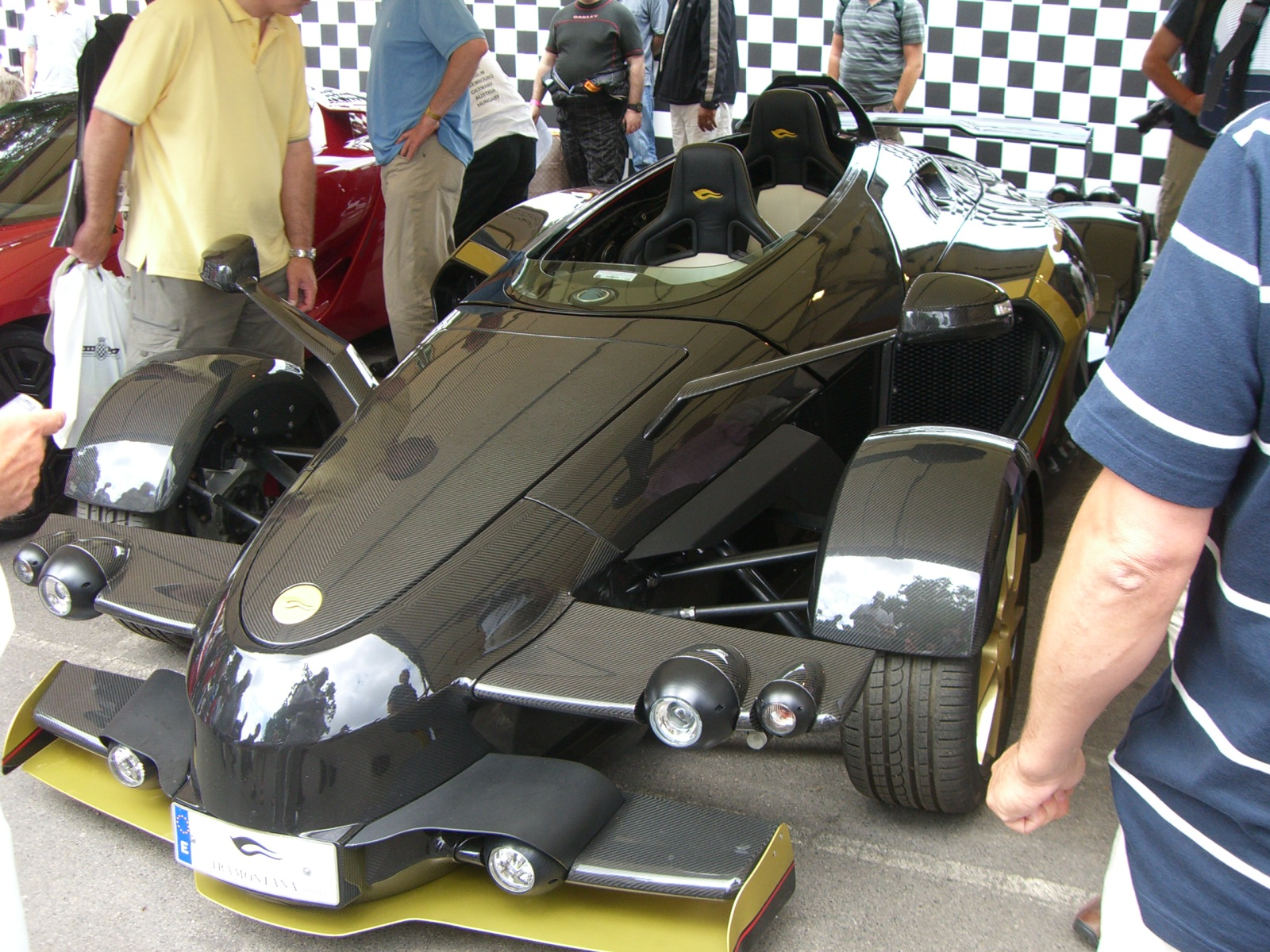
Tramontana R

Tramontana — суперкар, створений Advanced Design Tramontana в Іспанії. У компанії Tramontana працює близько 150 осіб, але основний внесок в створення автомобіля внесли засновник компанії Джозеп Рубау, головний конструктор Піт Гірі (Pere Giry), фахівець з кузовів Ксаві Лопез (Xavi Lopez) та інженер Джорді Бальтазар (Jordi Baltasar).
Двигун Mercedes-Benz AMG V12 (M285 AMG) з двома турбокомпресорами, об'єм — 5513 см³, потужність — 710-720 к.с., максимальний крутний момент —1100 Нм.
- Розгін від 0 до 100 км/год за 3.6 секунди.
- Максимальна швидкість —  325 км/год.